# Casarilh (Vall d'Aran)
Casarilh és un poble de la Vall d'Aran que forma part del municipi de Vielha e Mijaran. Junt amb Escunhau forma l'entitat municipal descentralitzada d'Escunhau e Casarilh. És un monument protegit com a Patrimoni Arquitectònic Català.

## Descripció
El poble de Casarilh es troba a la riba esquerra de la Garona, a l'extrem oriental del terme municipal, a 1050 m d'altitud. El poble, amb 81 habitants el 2019, és travessat per l'antic Camin Reiau, paral·lel a la carretera C-142, que l'envolta per migdia. El nucli, d'estructura molt senzilla, és presidit per l'església parroquial de Sant Martí, d'origen romànic, amb un massís campanar que té encastada una làpida sepulcral tardoromana.

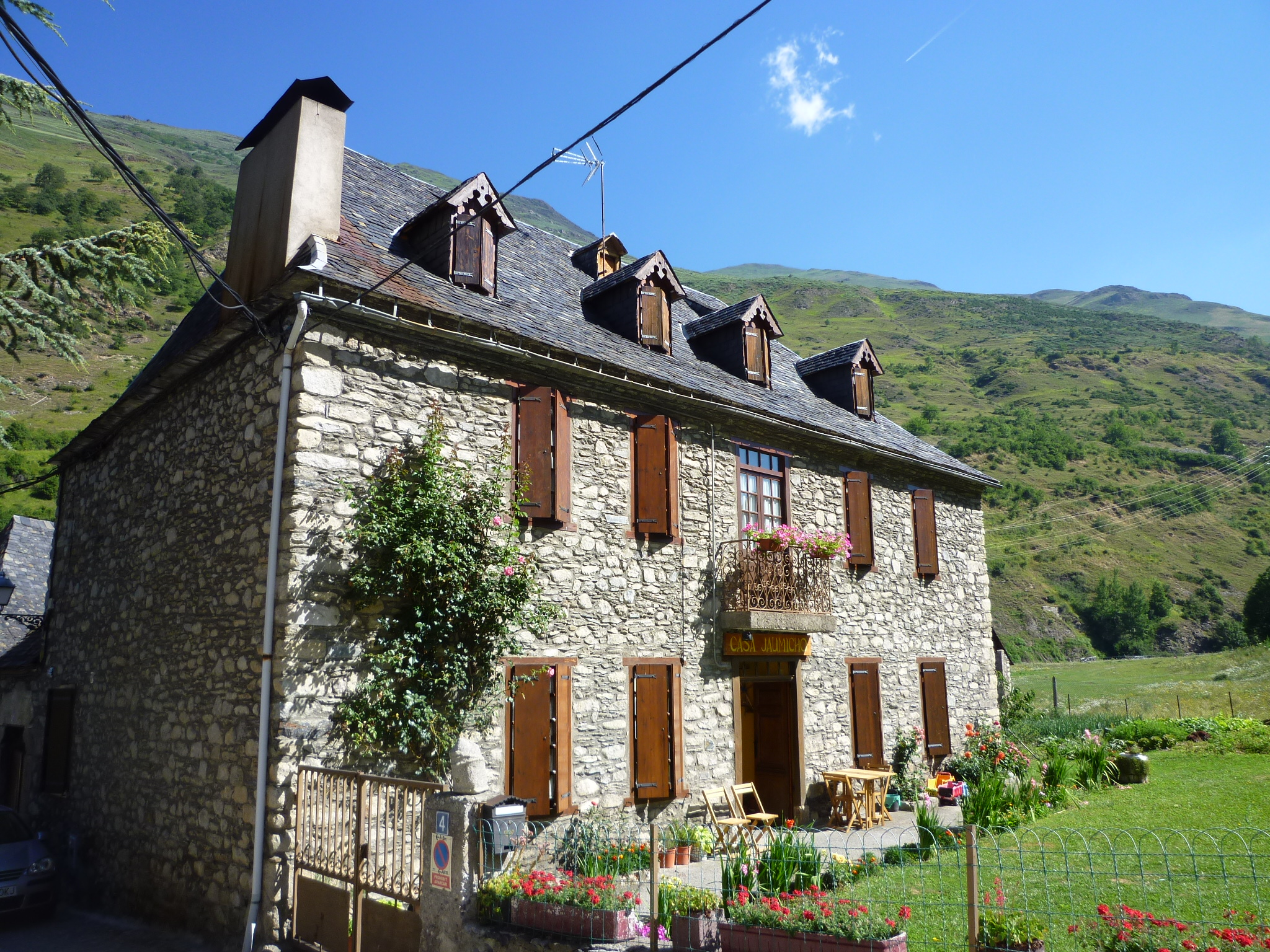
Casa Jaumitxu a Casarilh